# 릭 레이츠

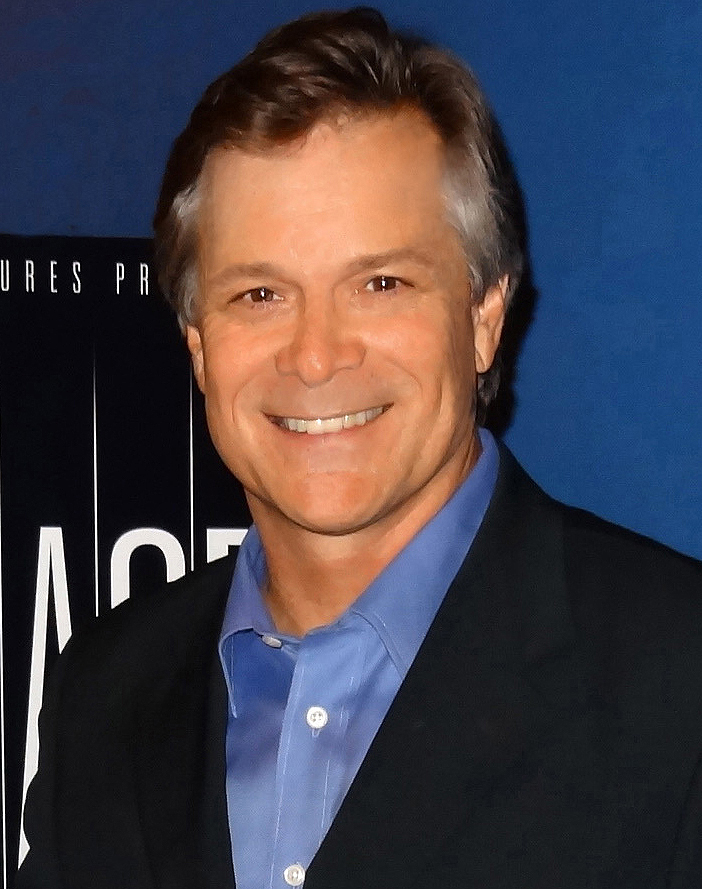

릭 라이츠(Ric Reitz, 1955년 9월 8일 ~ )는 미국의 배우, 각본가, 영화 제작자이다.
로체스터에서 태어났다.

## 작품 목록
- 컴 선데이 (2018년)
- 슬립리스: 크리미널 나이트 (2017년) - 캡틴 역
- 올모스트 크리스마스 (2016년)
- 빌리 린의 롱 하프타임 워크 (2016년)
- 파운더 (2016년) - 윌 데이비스 역
- 데블핸드 (2014년) - 스티븐 보안관 역
- 크리스마스 인 콘웨이 (2013년)
- 더 라스트 오브 로빈 후드 (2013년)
- 솔러스 (2013년)
- 라스트베가스 (2013년) - 닐 역
- 세이프 헤이븐 (2013년) - 멀리건 역
- 애프터 (2012년)
- 그린 랜턴: 반지의 선택 (2011년) - 프레지던트 오브 더 USA 역
- 킬러스 (2010년) - 두기 발레로 역
- 마이 슈퍼 사이코 스윗 16 (2009년)
- 수상한 가족 (2009년)
- 대디즈 리틀 걸스 (2007년)
- 에이 티 엘 (2006년)
- 다이어리 오브 매드 블랙 우먼 (2005년)
- 서피스 (2005년)
- 브리트니의 일상탈출 (2004년)
- 미스터 3000 (2004년)
- 언쉐클 (2000년)
- 로즈우드 (1997년)
- 나우 앤 덴 (1995년)
- 러브 앤 글로리 (1993년)
- 러브 포션 넘버 9 (1992년)
- 복수의 25시 (1991년)
- 쥬니어는 문제아 2 (1991년)
- 데코레이션 데이 (1990년)
- 미로의 끝 (1990년)
- 사랑을 느낄 때 (1990년)
- 고집불통 기자 영감 (1989년)

### 텔레비전
- 도슨의 청춘일기 (1998년)
- In the Heat of the Night (1988-93)